# ヨーカム郡 (テキサス州)
ヨーカム郡（ヨーカムぐん、英: Yoakum County）は、アメリカ合衆国テキサス州の西部に位置する郡である。2010年国勢調査での人口は7,879人であり、2000年の7,322人から7.6%増加した。郡庁所在地はプレーンズ町（人口1,481人）であり、同郡で人口最大の都市はデンバーシティ町（人口4,479人）である。郡名は、テキサス州の歴史家ヘンダーソン・キング・ヨーカムに因んで名付けられた。ヨーカム郡は州内に30ある禁酒郡（ドライ）の1つである。

## 歴史

### インディアン
ヨーカム郡となった土地の初期住人は、スマ・ジュマノ族、コマンチ族、シャイアン族、カイオワ族などのインディアン部族だった。

### 郡の設立
ヨーカム郡1876年にベア郡から分かれて設立されて設立された。1907年に組織化され、プレーンズが郡庁所在地になった。1900年では人口26人に過ぎなかった。この年、牧場が1つあるだけで、作物を作るよりも牛の放牧に専念していた。1900年を過ぎても回遊するバッファロー狩猟者が主であり、牧場が所々にあるだけだった。
1900年以降に土地が売りに出されて人口が増えた。1910年では107の農場あるいは牧場があり、人口は602人に増えた。
1920年では109の農場あるいは牧場があったが、人口は504人に減少した。この年、21,000頭以上の牛が記録されていたが、農産物の栽培は限られたものだった。約2,200エーカー (8.9 km2) の土地にトウモロコシが、600エーカー (2.4 km2) にソルガム、47エーカーに (0.19 km2) に綿花が植えられていた。1920年代、農作物の栽培が大きく拡大し、綿花が最も重要な産品になった。1930年までに10,000エーカー (40 km2) の土地で綿花を作るようになった。農場は239、人口は1,263人に増加した。
1935年、郡内では最初の油井が石油を掘り当てた。その後の好況によってデンバーシティの町が恩恵を受けた。1936年から1991年1月1日までの累計石油生産高は1,664,036,000 バーレル (264,560,600 m3) になった。
灌漑が進んで、ソルガム、綿花、アルファルファ、スイカ、トウゴマを栽培する土地が増えた。1982年、郡内の土地の93%が農場と牧場になり、農地の44%は耕作に使われていた。110,000エーカー (450 km2) ほどの土地に灌漑が施されていた。農業収入のうち95%は綿花、ソルガム、コムギ、干草およびトウモロコシから得られた。
1965年、1876年の郡設立を記念して、郡庁舎にテキサス州歴史指標が置かれた。

## 地理
アメリカ合衆国国勢調査局に拠れば、郡域全面積は800平方マイル (2,072 km2)であり、事実上すべてが陸地である。

### 主要高規格道路
- アメリカ国道82号線
- アメリカ国道380号線
- テキサス州道214号線

### 隣接する郡
- コクラン郡 - 北
- テリー郡 - 東
- ゲインズ郡 - 南
- リー郡 (ニューメキシコ州) - 西

## 人口動態
以下は2000年の国勢調査による人口統計データである。
| 基礎データ - 人口: 7,322人 - 世帯数: 2,469 世帯 - 家族数: 2,007 家族 - 人口密度: 4人/km2（9人/mi2） - 住居数: 2,974軒 - 住居密度: 1軒/km2（4軒/mi2） 人種別人口構成 - 白人: 70.62% - アフリカン・アメリカン: 1.39% - ネイティブ・アメリカン: 0.71% - アジア人: 0.12% - 太平洋諸島系: 0.01% - その他の人種: 25.48% - 混血: 1.65% - ヒスパニック・ラテン系: 45.93% 年齢別人口構成 - 18歳未満: 32.1% - 18-24歳: 8.3% - 25-44歳: 26.8% - 45-64歳: 21.3% - 65歳以上: 11.5% - 年齢の中央値: 34歳 - 性比（女性100人あたり男性の人口） - 総人口: 94.5 - 18歳以上: 91.4 | 世帯と家族（対世帯数） - 18歳未満の子供がいる: 43.4% - 結婚・同居している夫婦: 68.8% - 未婚・離婚・死別女性が世帯主: 8.5% - 非家族世帯: 18.7% - 単身世帯: 17.3% - 65歳以上の老人1人暮らし: 8.5% - 平均構成人数 - 世帯: 2.95人 - 家族: 3.34人 収入と家計 - 収入の中央値 - 世帯: 32,672米ドル - 家族: 36,772米ドル - 性別 - 男性: 32,188米ドル - 女性: 19,913米ドル - 人口1人あたり収入: 14,504米ドル - 貧困線以下 - 対人口: 19.6% - 対家族数: 17.6% - 18歳未満: 24.0% - 65歳以上: 13.0% |

## 都市と町
- プレーンズ - 郡庁所在地
- デンバーシティ